# Grenikos
Grênikos (grek. Γρηνικος) var en flodgud i grekisk mytologi. Grenikos bodde i en flod i norra Mysien, Anatolien (nutidens Turkiet). Floden rann från foten av berget Ida och mynnade ut i Hellesponten nära staden Priapos.
Han var son till Okeanos och Tethys och hade själv två barn, najaddöttrarna Alexirhoe och Pegasis.